# Димитриос Кацалис
Димитриос Кацалис или Кадзалис (на гръцки: Δημήτριος Κατσάλης, Κατζάλης) е гръцки солунски общественик. Кацалис е виден деец на гръцката общност в града в края на XIX век. Учредителен член е в 1871 година и председател на Солунското благотворително мъжко общество от 1878 до 1879 година.